# Вольде
Вольде (нем. Wohlde) — община в Германии, в земле Шлезвиг-Гольштейн.
Входит в состав района Шлезвиг-Фленсбург. Подчиняется управлению Штапельхольм. Население составляет 543 человека (на 31 декабря 2010 года). Занимает площадь 14,43 км².